# Westschweden

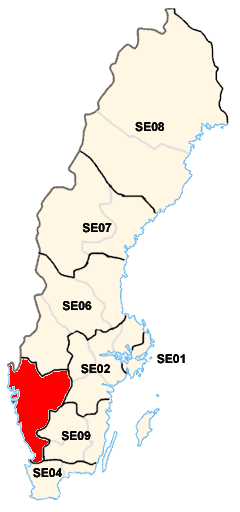
Westschweden

Westschweden (schwedisch: Västsverige/Västra Sverige) ist ein Reichsgebiet (riksområde) von Schweden. Reichsgebiete sind Teil der NUTS-Statistikregionen Schwedens und dienen vorwiegend Statistikzwecken. In dem Gebiet Westschweden leben 2.101.461 Menschen (2023).

## Geografie
Sie liegt im Südwesten des Landes und hat ihren Mittelpunkt in der Provinz Västra Götaland und der Stadt Göteborg. Nach Stockholm ist sie die zweitbevölkerungsreichste Region. Sie grenzt an Norwegen und die Riksområden Nordmittelschweden, Ostmittelschweden, Småland und die Inseln sowie Südschweden.
Die bevölkerungsreichsten Städte sind Göteborg, Borås, Halmstad, Vänersborg, Uddevalla, Trollhättan, Mölndal, Skövde, Varberg, Kungsbacka und Lidköping.

### Zusammensetzung
Westschweden besteht aus den folgenden Provinzen (Län)
- Hallands län
- Västra Götalands län

## Wirtschaft
Das Bruttoinlandsprodukt (BIP) der Region belief sich im Jahr 2021 auf 101 Mrd. €, was fast einem Fünftel der schwedischen Wirtschaftsleistung entspricht. Das kaufkraftbereinigte Pro-Kopf-BIP betrug im selben Jahr 36.000 € oder 119 % des EU27-Durchschnitts. Das BIP pro Arbeitnehmer lag bei 109 % des EU-Durchschnitts.